# Garrett Gerloff
Garrett Gerloff (Spring, 1 de agosto de 1995) é uma motociclista norte-americano que compete no Campeonato Mundial de Superbike, pilotando uma Yamaha YZF-R1. Ele foi bicampeão do Campeonato Americano de Superbike na categoria Supersport em 2016 e 2017.

## Carreira
Início de carreira
A partir de 2007, Gerloff começou a competir na Western Eastern Roadracing Association (WERA). E nas temporadas de 2010 e 2011, ele estava competindo e terminando em primeiro e segundo no geral nas categorias Superbike e Superstock em uma Yamaha 600.
Após o sucesso na série nacional WERA, ele foi chamado para o disputar Campeonato AMA Daytona Sportbike em 2011 e 2012, começando na série regional antes de entrar na competição nacional em 2013. Em seus dois anos no Campeonato Daytona Sportbike, ele terminou em terceiro em 2013 e em sexto em 2014. Quando a MotoAmerica assumiu o campeonato americano de motovelocidade, Gerloff acabou ficando na classe Supersport MotoAmerica em 2015, terminando em terceiro em seu primeiro ano. Sendo que ele se tornou campeão na classe Supersport em 2016 e 2017.
Campeonato de MotoAmerica de Superbike
O sucesso de Gerloff no Supersport rendeu-lhe um lugar com a equipe de fábrica da Yamaha para a temporada de 2018 no Campeonato de MotoAmerica de Superbike. Gerloff terminou a temporada com 5 pódios e quinto na classificação geral da temporada. Gerloff ganhou sua primeira corrida de Superbike do MotoAmerica em Laguna Seca em 14 de julho de 2019. Neste ano, ele alcançou quatro vitórias e 11 pódios em 20 corridas. Ele acabou terminando em terceiro na classificação geral de 2019, atrás de Cameron Beaubier e Toni Elías, e 51 pontos atrás do campeão.
Campeonato Mundial de Superbike
O desempenho de Gerloff no campeonato do MotoAmérica levou ele para a GRT Yamaha WorldSBK Junior Team, apoiada de fábrica da Yamaha, no Campeonato Mundial de Superbike de 2020. Gerloff terminou a temporada com dois terceiros lugares na Catalunha e no Estoril. Ele terminou o ano na 11ª posição com 103 pontos. Ele foi posteriormente assinado para mais uma temporada com a equipe GRT Yamaha.
Campeonato do Mundial de MotoGP
Após Valentino Rossi ter contraído COVID-19 em novembro de 2020, Gerloff foi anunciado inicialmente para substituí-lo no Grande Prêmio da Europa, em Valência (Espanha). Completou as sessões de treinos livres de sexta-feira, antes de dois testes negativos subsequentes para Rossi, atestando que o italiano estava apto a correr. Sendo assim, Rossi retornou ao paddock no início da terceira sessão de treinos livres no sábado, e Gerloff foi posteriormente retirado do fim de semana de corrida.